# Pfarrhaus (Hausen bei Geltendorf)

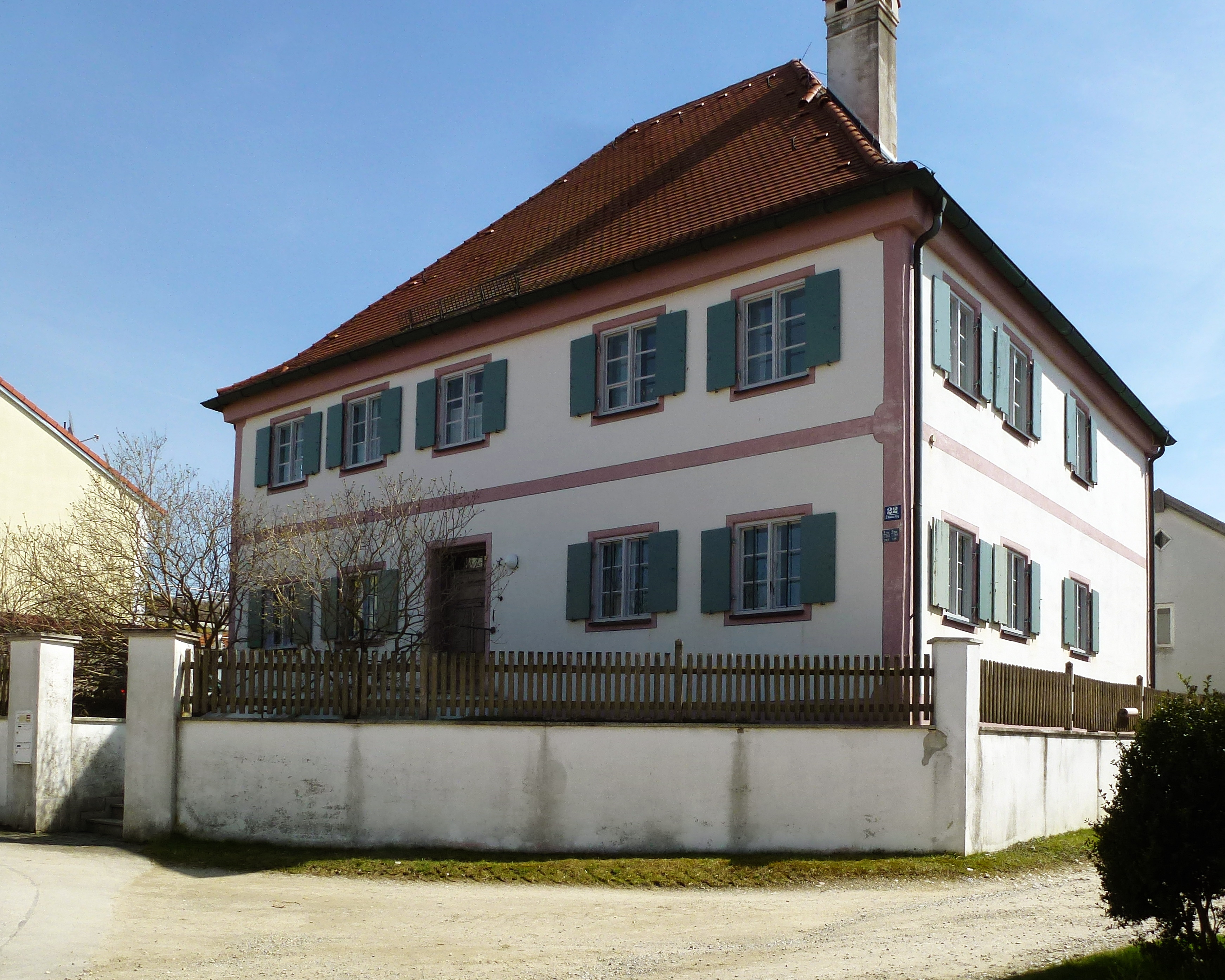
Ehemaliges Pfarrhaus in Hausen

Das Pfarrhaus in Hausen, einem Gemeindeteil von Geltendorf im oberbayerischen Landkreis Landsberg am Lech, wurde im Jahr 1800 errichtet. Das ehemalige Pfarrhaus am Sankt-Nikolaus-Ring 22 ist ein geschütztes Baudenkmal.
Der zweigeschossige Walmdachbau mit Putzgliederung besitzt fünf zu drei Fensterachsen. Das spätbarocke Gebäude, das heute als Wohnhaus genutzt wird, wurde in den letzten Jahren umfassend renoviert.